# John Brayford
John Robert Brayford (ur. 29 grudnia 1987 w Stoke-on-Trent) – angielski piłkarz występujący na pozycji obrońcy w Burton Albion.